# قورباغه پاقرمز شمالی
قورباغه پا قرمز شمالی (نام علمی: Rana aurora) نام یک گونه از سرده رانا است.